# Peter Wettergren
Peter Wettergren, född 3 mars 1968 i Ödeshög, är sedan 2016 assisterande förbundskapten för det svenska herrlandslaget i fotboll. Han tillträdde heltidsuppdraget i samband med Janne Anderssons övertagande av förbundskaptensuppdraget. Wettergren lämnade därmed uppdraget som assisterande tränare i danska FC Köpenhamn. 
Under många år har Wettergren kombinerat arbetet i IF Elfsborg och FC Köpenhamn, genom att också arbeta som scout/assisterande förbundskapten för det svenska landslaget.

## Tränarkarriär
Wettergren startade sin tränarkarriär (1997) hos modersklubben Ödeshög IK, innan han (1999) anslöt till Mjölby AI/FF. Han hade i sin tidiga tränarkarriär främst uppdrag bland lokala lag i Östergötland, som Borens IK och Motala AIF.  2004 beslutade den allsvenska klubben IF Elfsborg att anställa Magnus Haglund och Peter Wettergren som tränarduo. I Elfsborg fick Wettergren under en period möjligheten att leda laget tillsammans med barndomskamraten Klas Ingesson, efter att Jörgen Lennartsson sparkats. Under hela sin period i IF Elfsborg hade Wettergren funktionen som assisterande tränare. Peter Wettergren fick efter den längre sejouren som assisterande tränare för boråslaget chansen till samma uppdrag i FC Köpenhamn. Det uppdraget varade desto kortare tid då Sveriges tillträdande förbundskapten Janne Andersson utsåg Ödeshögsbördige Wettergren till sin assistent. 
Wettergren tillhörde IF Elfsborgs trupp som tog SM-guld 2006 och 2012. De vann även Svenska cupen 2013/2014

## Meriter
- Allsvenska guld: 2006, 2012
- 7 raka allsvenska medaljer mellan 2006 och 2012 [6]
- Svenska cupen-guld: 2014 [7]
- Europa League (kvalificering till gruppspel): 2013 [8]